# Free (Ultra Naté)
Free è un singolo discografico della cantautrice statunitense di musica house Ultra Naté, pubblicato il 31 marzo 1997 dall'etichetta discografica Strictly Rhythm.
Il brano è stato scritto dalla stessa Ultra Naté insieme al due di produttori discografici Mood II Swing composto da Lem Springsteen e John Ciafone, che hanno curato anche la produzione.
Si è trattato del primo lavoro discografico realizzato dall'artista per l'etichetta discografica Strictly Rhythm, specializzata in musica house, dopo alcuni anni trascorsi con la Warner per la quale aveva realizzato già due dischi e diversi brani di successo negli Stati Uniti, ma che avrebbe desiderato indirizzare la cantautrice verso uno stile maggiormente R&B e meno legato alla musica house.

## Il singolo

### Pubblicazione e vendite
È stato pubblicato originariamente il 31 marzo 1997, raggiungendo il successo in tutta Europa nell'estate dello stesso anno. In particolar modo, ottenne un grande consenso in Italia, dove il singolo raggiunse la vetta della classifica dei singoli il 30 agosto 1997 e risultò a fine anno essere stato il sedicesimo singolo più venduto nell'arco del 1997. Raggiunse ottime posizioni anche in altre classifiche europee, in particolar modo in Francia, dove ottenne il sesto posto nel settembre di quell'anno e venne certificato disco d'oro entro la fine dell'anno. Raggiunse inoltre la quarta posizione nella classifica dei singoli del Regno Unito, dove ottenne il disco d'oro nell'anno di pubblicazione e, nel 2022, riuscì a ottenere un disco di platino.
È stato il primo singolo estratto dal terzo album di inediti della cantautrice, Situation: Critical, pubblicato il successivo 27 aprile 1998.

### Riscontro della critica e riconoscimenti
Il singolo ottenne ottimi riscontri anche da parte della critica musicale, che a distanza di tempo ha considerato il brano come un classico della musica house.
Al brano furono assegnati i premi come Best House/Garage 12" e Best Pop 12" Dance Records" agli International Dance Music Awards, e valse a Ultra Naté la vittoria della categoria Best Dance Solo Artist.

### Remix e altre versioni
La grossa popolarità del brano andata a crearsi lungo l'interno anno 1997 e trascinandosi anche per una parte del 1998 portò alla pubblicazione di numerosi remix da parte di altrettanti disc jockey attivi nella seconda parte degli anni novanta.
Nel 2005 le etichette discografiche Curvve Recordings & Peace Bisquit pubblicarono una nuova versione del singolo contenente diversi nuovi remix del brano; nonostante fossero passati diversi anni dall'uscita del brano, la pubblicazione raggiunse la posizione numero 23 della classifica Billboard Dance Club Songs.
La pubblicazione del 2005 conteneva:
- Free (Oscar G remix)
- Free (Junior Sanchez remix)
- Free (Brick City remix)
- Free (Corbett and Vinny Troia remix)
- Free (Jason Nevins remix)

Altre produzioni che hanno sfruttato un campionamento o sono risultate essere una versione alternativa del brano. Il brano The First Time Free dei Claptone, uscito nel 2016, contiene un campionamento del riff di chitarra del brano originale mixato con la parte vocale del brano The First Time di Roland Clark. Nel 2020 è stata la volta di Free (Live Your Life), ulteriore remix che vede accreditata Ultra Naté insieme a D'Angello & Francis. Nel 2022, in occasione dei venticinque anni dalla prima pubblicazione, è stato sfruttato dal duo svedese delle Icona Pop per la realizzazione del singolo You're Free, accreditato come "Icona Pop x Ultra Naté", che risulta essere sostanzialmente una cover del brano originale.

## Tracce
CD-Maxi (Strictly Rhythm 571 455-2 (PolyGram) / EAN 0731457145524)
1. Free (Mood II Swing Radio Edit) – 3:35
2. Free (Mood II Swing Dub Mix) – 8:49
3. Free (Tiefschwarz Soulful Vocal Mix) – 7:18
4. Free (Tiefschwarz Dub Mix) – 6:28
5. Free (Full Intention Club Mix) – 6:47
6. Free (Mood II Swing Live Mix) – 7:39

US maxi-CD single (SR12512CD)
1. Free (Mood II Swing Radio Mix) – 3:24
2. Free (Full Intention Radio Mix) – 3:30
3. Free (Mood II Swing Live Radio Mix) – 3:28
4. Free (Mood II Extended Vocal Mix) – 7:30
5. Free (Mood II Swing Live Mix) – 7:30
6. Free (Full Intention Vocal Mix) – 6:46
7. Free (Mood II Swing House Dub) – 7:30
8. Free (Full Intention Sugar Daddy Dub) – 6:00
9. Free (R.I.P. Up North Mix) – 7:00

UK 12" Inch Single (SR 12528)
1. Free (M&S Philly Klub Mix) – 7:30
2. Free (M&S Philly Dub) – 7:30
3. Free (Tiefschwarz a cappella) – 3:50
4. Free (GA's Mix) – 8:00
5. Free (M&S Epic Reprise Mix) – 7:56

European CD Single (SR 0596952)
1. Free (Mood II Swing Radio Mix) – 3:25
2. Free (Full Intention Radio Mix) – 3:15

UK CD Single (SR 582 243-2)
1. Free (Radio Edit)
2. Free (Mood II Extended Vocal Mix)
3. Free (Mood II Live Vocal Mix)
4. Free (Full Intention Club Mix)
5. Free (Mood II Swing House Dub)

UK 12-inch Single (SR 582 245-1)
1. Free (Mood II Extended Vocal Mix)
2. Free (Mood II Live Vocal Mix)
3. Free (Mood II Swing House Dub)

UK Cassette Single (SR 582 242-4)
1. Free (Radio Edit)
2. Free (Full Intention Club Mix)

Australian CD and Cassette Single (SR D1644) ; (SR C1644)
1. Free (Mood II Swing Radio Mix)
2. Free (Mood II Live Edit)
3. Free (Mood II Extended Vocal Mix)
4. Free (Mood II Swing Live Mix)
5. Free (Mood II Swing House Dub)

## Classifiche
| Classifica (1995-1996)           | Posizione raggiunta |
| -------------------------------- | ------------------- |
| Italia                           | 1                   |
| Regno Unito (UK Club Chart)      | 1                   |
| Billboard Dance Club Songs       | 1                   |
| Billboard Hot Dance Single Sales | 1                   |
| UK Official Dance Chart          | 2                   |
| Canada Dance&Urban Chart         | 4                   |
| Regno Unito                      | 4                   |
| Scozia                           | 5                   |
| Francia                          | 6                   |
| Svizzera>                        | 6                   |
| Belgio (Classifica Dance)        | 7                   |
| Europa                           | 8                   |
| Irlanda                          | 9                   |
| Canada                           | 10                  |
| Islanda                          | 10                  |
| Belgio (Vallonia)                | 11                  |
| Norvegia                         | 17                  |
| Belgio (Fiandre)                 | 22                  |
| Paesi Bassi                      | 28                  |
| Svezia                           | 28                  |
| Nuova Zelanda                    | 30                  |
| Australia                        | 31                  |
| Germania                         | 42                  |
| Billboard Hot 100 (Stati Uniti)  | 75                  |